# Agnolini

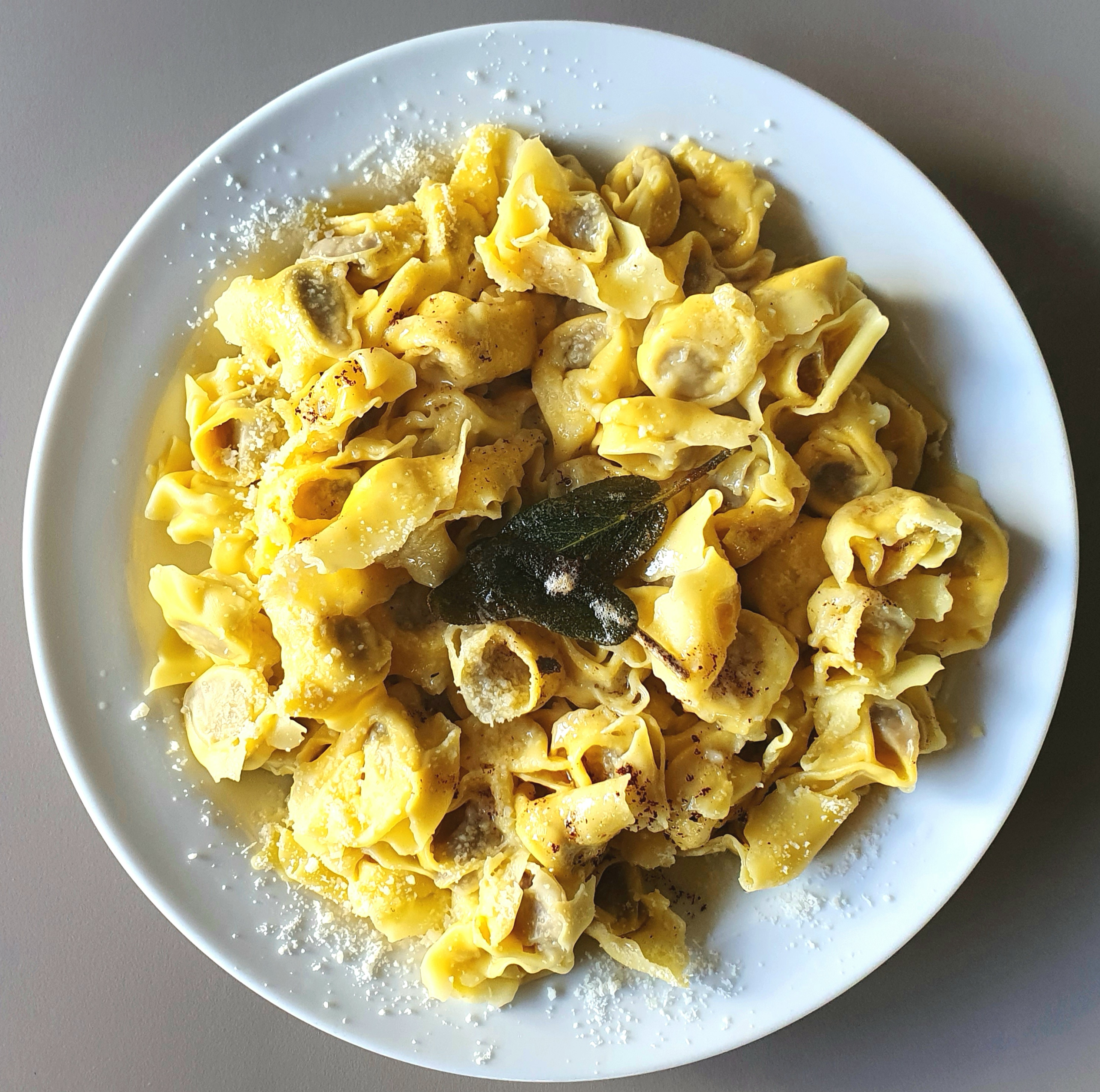
Agnolini

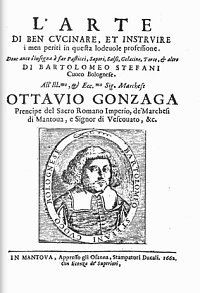
Kochbuch von Bartolomeo Stefani aus dem Jahr 1662, in dem das Rezept erstmals veröffentlicht wurde.

Agnolini sind eine italienische Pastasorte aus Hartweizengrieß mit Füllung. Die Eiernudeln sind eine Spezialität der lombardischen Provinzhauptstadt Mantua und unterscheiden sich in ihrer Form und ihrer Füllung von vergleichbaren Teigtaschen, wie den Tortellini.
Sie wurden bereits von den Herzögen von Mantua geschätzt und sollen im 16. Jahrhundert zur Zeit der Isabella di Gonzaga, Tochter von Federico II. Gonzaga, erfunden worden sein. Ihr Rezept wurde erstmals im 1662 erschienenen Kochbuch L’arte di ben cucinare et instruire i men periti in questa lodevole professione des am Hof der Gonzaga arbeitenden Kochs Bartolomeo Stefani veröffentlicht.
Die Agnolini werden in Handarbeit gemacht. Für den Herstellung des Teigs kann statt Wasser auch Milch verwendet werden. Die Füllung besteht je nach Rezept aus einer Mischung verschiedener Fleisch- und Wurstsorten wie Rinderschmorbraten, Schweinelende, Kalbfleisch, Hühnerbrust, Roher Schinken, Pancetta, Mortadella, Schweinesalami und Parmesan.
Sie werden in Mantua auch als Agnulìn bezeichnet und sind Bestandteil traditioneller Festessen, wie zu Weihnachten. Agnolini werden in Rinderbrühe (italienisch Agnolini in brodo) oder mit geschmolzener Butter und Salbei serviert. Als besondere Zubereitungsart kann zur Rinderbrühe noch Lambrusco hinzugefügt werden, in dem Fall werden sie als Sorbir d’agnoli gereicht.